# صدى الصمت (مسرحية)
صدى الصمت مسرحية كويتية قدمت سنة 2015 م من تأليف الكاتب العراقي قاسم مطرود وهي من تمثيل فرقة المسرح الكويتي من إخراج فيصل العميري و بطولة فيصل العميري وسماح وعبد الله التركماني وسالي فراج.

## موضوع المسرحية
تدور أحداث المسرحية حول فكرة الاغتراب عن الأوطان بسبب الحروب وما تخلفه المآسي بسبب فقد الأبناء في الحروب وهي لفرقة المسرح الكويتي.

## روابط
- نص المسرحية
- المسرحية